# Gasteracantha regalis
Gasteracantha regalis är en spindelart som beskrevs av Butler 1873. Gasteracantha regalis ingår i släktet Gasteracantha och familjen hjulspindlar. Inga underarter finns listade i Catalogue of Life.